# شهرستان رد لیک (مینه‌سوتا)
شهرستان رد لیک، مینه‌سوتا (به انگلیسی: Red Lake County, Minnesota) شهرستانی در ایالات متحده آمریکا است که در مینه‌سوتا واقع شده‌است.